# Chaetophthalmus fullerae
Chaetophthalmus fullerae är en tvåvingeart som beskrevs av Cantrell 1985. Chaetophthalmus fullerae ingår i släktet Chaetophthalmus och familjen parasitflugor. Inga underarter finns listade i Catalogue of Life.